# Gitoxigenin
Gitoxigenin ist ein Steroid aus der Hydrolyse des Herzglykosids Gitoxin, welches im Fingerhut Digitalis lanata vorkommt.

## Struktur und Eigenschaften
Gitoxigenin zählt strukturell zur Gruppe der Cardenolide, einer Gruppe von herzwirksamen Steroiden, die als gemeinsames Strukturmerkmal ein ungesättigtes γ-Lacton besitzen. Es ist das Aglycon des Glycosids Lanatosid B.